# Сычевский, Василий Павлович
Василий Павлович Сычевский (31 декабря 1923 — 5 апреля 2013) — советский украинский писатель, драматург, сценарист.

## Биография
Родился в 1923 году в городе Фастове Киевской области в семье рабочего-железнодорожника.
В РККА с 1938 года. Участник Великой Отечественной войны с сентября 1941 года. Участвовал в боях на Северо-Западном и 2-м Украинском фронтах.
Лейтенант, командир топовычислительного взвода, затем командир батареи 76-мм пушек, начальником штаба дивизиона артиллерийского полка, командир батареи Отдельного противотанкового истребительного дивизиона в составе 1-й гвардейской воздушно-десантной дивизии. В апреле 1944 года отличился при форсировании реки Днестр, награждён орденом Красной Звезды (1944). Войну закончил в звании гвардии капитана.
Печататься начал ещё в армейской газете.
После войны в 1948 году окончил Киевский институт театрального искусства. Член КПСС с 1949 года.
Работал на журналистской работе, публиковался в периодике.
Был первым главным редактором журнала «Новини кіноекрану» (1961—1974), заместителем редактора журнала «Радянська культура».
Умер в 2013 году.

## Творчество
Автор повестей: «Колдунья Синего омута» (1962), «Вернись, Ружена» (1965); романа-трилогии «Чёрный лабиринт» (1963), романа «Тринадцать градусов к востоку от Гринвича» (1983), ряда рассказов; пьес: «Гордеев узел», «Не предай себя», «Колдунья Синего омута», «Земные тревоги». В 2002 году вышла книга его стихов «Осенняя исповедь».
Автор сценариев шестисерийного телефильма «Ночь перед рассветом» (1969), фильмов «Платон мне друг» (1980, сосценарист) и «Украденное счастье» (1984, по одноимённой пьесе И. Франко).
По повести В. П. Сычевского «Вернись, Ружена» в 1978 году снят фильм «Искупление чужих грехов».